# Відунас
Віду́нас (лит. Vydūnas; псевдонім; справжнє ім'я Вільгельмас Стороста, лит. Vilhelmas Storosta; 22 березня 1868, село Йонайчяй, нині Шілутський район Литви — 20 лютого 1953, Детмольд, Німеччина) — литовський драматург, філософ, діяч культури.

## Ранні роки

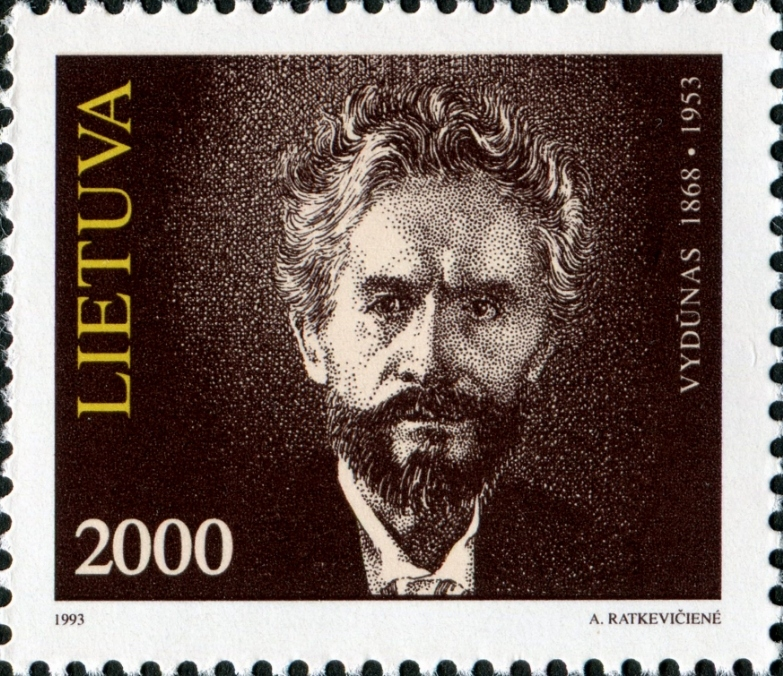
Відунас на марці пошти Литви (1993)

Батько — вчитель початкової школи. Відунас відомий також під литуанізованим варіантом імені Вілюс Стороста (літ. Vilius Storosta). Закінчив учительську семінарію в Рагніті (нині Німан). З 1888 року викладав у школах. В університетах Німеччини (Грайфсвальд, 1896—1898; Галле, 1899; Лейпциг, 1900—1902; Берлін, 1913—1919) вивчав літературу, філософію, історію мистецтва, історію релігії, іноземні мови. Викладав у музичній школі в Клайпеді . З 1892 з перервами жив в Тільзіті (нині Совєтськ), викладав у середній школі англійську та французьку мови.

## Національна робота
Живучи в Тільзіті, Відунас очолював культурне життя литовців Східної Пруссії. Організовував гуртки і суспільства, хори, виступав з лекціями, випускав литовські періодичні видання «Шальтініс» (лит. «Šaltinis», «Джерело»), «Яунімас» (лит. «Jaunimas», «Молодь») і інші. Написав кілька статей і брошур на німецькій мові про литовців, їх історію та культуру.

## Літературна творчість
Автор п'єс «Тіні предків» (лит. «Probočių šešėliai», 1908), «Вічний вогонь» (лит. «Amžina ugnis», 1912), «Світова пожежа» (лит. «Pasaulio gaisras», 1928) і інші. Драматичні твори засновані на символістській естетиці та близькі старовинними жанрами містерій і мораліте.
У 1927 році став членом «ПЕН-клубу», і до післявоєнного часу залишався єдиним литовцем, прийнятим в цю всесвітню організацію письменників, засновану Голсуорсі в 1921.

## Філософія
У філософських і релігійно-містичних статтях, і трактатах «Смерть і що далі» (1907), «Таємнича величність людини» (1907), «Життєва основа народу» (1920) розвивав еклектичне вчення, засноване на елементах неоплатонізму, Бгаґавад-Ґіта і теософській рецепції індійських релігійно-філософських вчень. Пропагував вегетаріанство, якого і сам дотримувався.

## Пізні роки

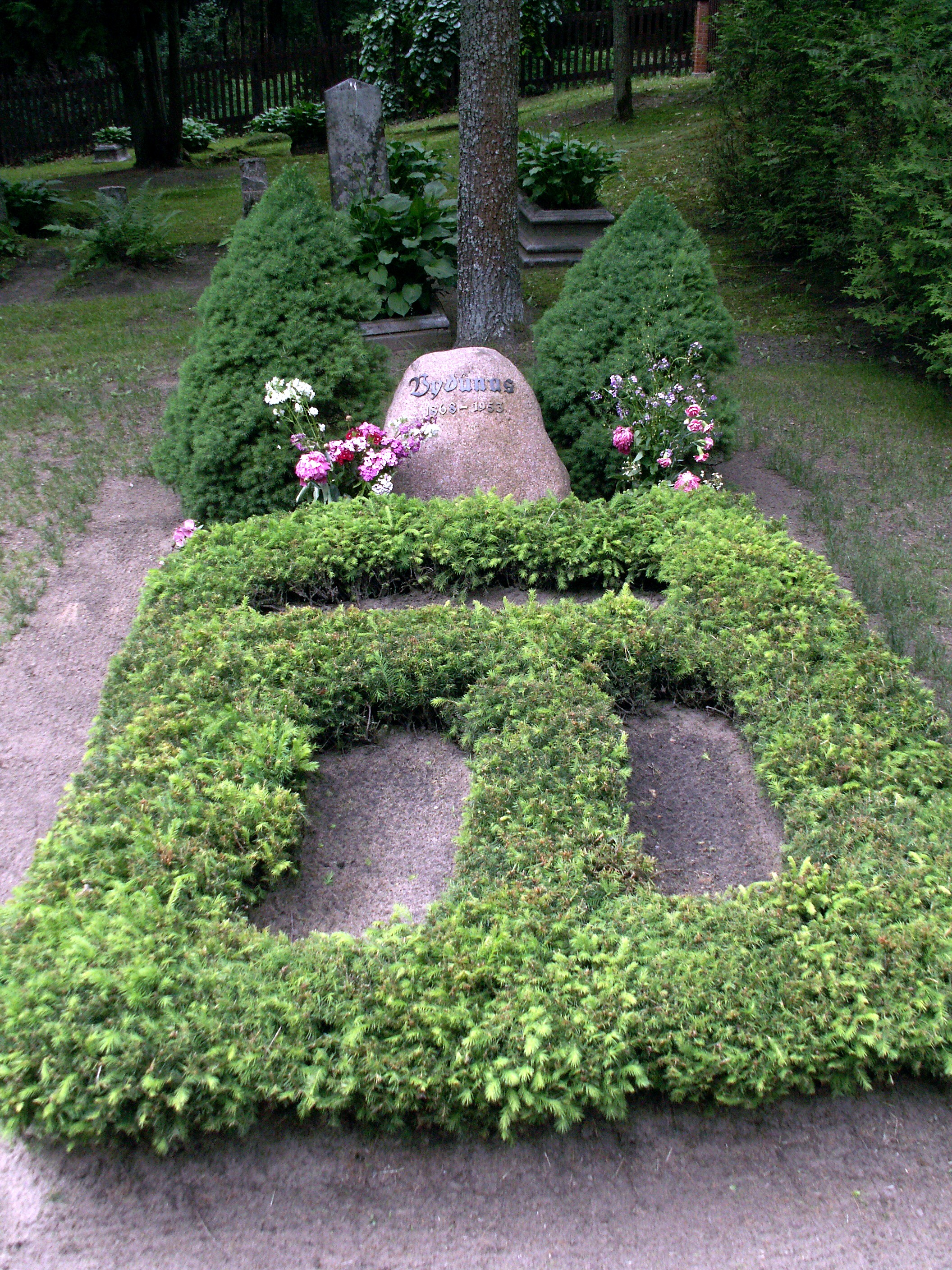
Могила Відунаса в Бітенай

З приходом до влади в Німеччині гітлерівців піддавався репресіям. У 1938 був заарештований і утримувався в ув'язненні, але завдяки протестам відомих діячів культури був звільнений. У 1940 р. був висунутий на Нобелівську премію, але тогочасна міжнародна ситуація завадила Відунасу стати її лауреатом. У 1944 р. з наближенням радянських військ, як і інші жителі Тільзіта, евакуювався. Помер в Детмольді, у віці 84 роки. У 1991 прах Відунаса перепохований в Бітенай (Шілутського район).

## Пам'ять

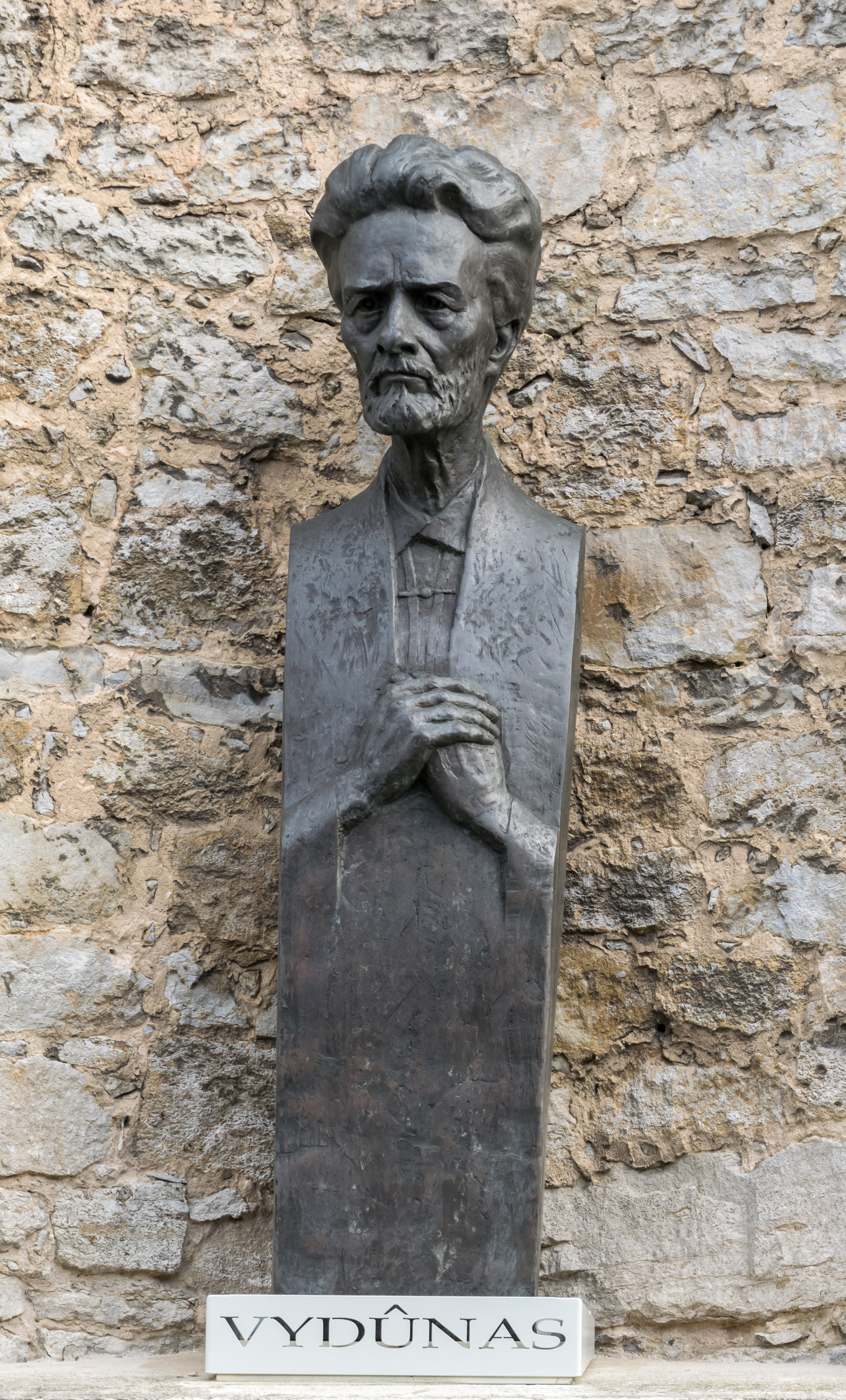
Пам'ятник у Детмольде

Відунас був зображений на банкноті в 200 літів. У селищі Кінтана Шілутського району з 1988 року діє Центр культури Відунаса («Kintų Vydūno kultūros centras»), що включає в себе меморіальну експозицію. Він влаштований в будівлі колишньої школи (побудованому в 1705 році), в якій в 1888—1892 роках викладав Відунас.. Головний її експонат — справжня арфа Відунаса (виготовлена в Лондоні і придбана мислителем в Тільзіті), грою на якій він щодня вранці і ввечері встановлював гармонію між своїм атманом і вселенським брахманом.
У місті Совєтськ на будинку, де жив Відунас, встановлено пам'ятну дошку з барельєфом філософа, крім того, в місті існує і музей Відунаса. 27 червня 2022 року пам'ятну дошку, через антилитовську та антинатівську істерію в РФ, було демонтовано.